# Hrvatska kulturna zajednica (Subotica)
Hrvatska kulturna zajednica je bila ustanova hrvatskih prosvjetnih radnika i društava iz Subotice. Osnovana je s ciljem ujedinjavanja i usmjeravanja rada svih hrvatskih društava u Bačkoj.

## Povijest
Osnovana je 8. ožujka 1936. godine kao savez hrvatskih prosvjetnih radnika i društava koja su se nalazila u Subotici.
15. kolovoza 1936. održana je glavna osnivačka skupština. Izabralo se ove ljude u upravu; Blaška Rajića za predsjednika, Mihovila Katanca za tajnika, a vijećnici su bili Ivan Kujundžić, Ive Prćić, Ladislav Vlašić te ini ugledni predstavnici hrvatske zajednice.
Prostorije je imala u zgradi kina Zvezda koju je 1933. kupio biskup Lajčo Budanović od Bunjevačke prosvitne matice. Djelovala je u toj zgradi do Drugog svjetskog rata.
23. siječnja 1937. kraljevska je banska uprava Dunavske banovine odobrila pravila ove ustanove.
Djelovanjem društava unutar Hrvatske kulturne zajednice i Matice subotičke grad se Subotica krajem 1930-ih potvrdio kao središte bačkih Hrvata na svim bitnim društvenim poljima: kulturi, politici i vjeri., jer su sve važnije ustanove bile smještene ondje: Pučka kasina, Matica subotička, Hrvatski dom, biskupijsko sjedište.